# Juan Manuel Rodríguez Poo
Juan Manuel Rodríguez Poo es un economista español, catedrático de Fundamentos del Análisis Económico de la Universidad de Cantabria. Fue presidente del Instituto Nacional de Estadística entre 2018 y 2022.

## Biografía
Licenciado en Ciencias Económicas y Empresariales por la Universidad del País Vasco y doctor en Economía por la Universidad Católica de Lovaina (Bélgica), en la actualidad catedrático de Fundamentos del Análisis Económico de la Universidad de Cantabria. Previamente, lo fue de la Universidad de Zaragoza. También ha sido profesor de las Universidades del País Vasco, Ginebra y Paul Sabatier (Toulouse, Francia).
Entre 2004 y 2011, fue director del Instituto Cántabro de Estadística (ICANE).
En octubre de 2018 fue nombrado por el primer gobierno de Pedro Sánchez como presidente del Instituto Nacional de Estadística (INE). Cuatro años después, el 28 de junio de 2022, presentó su dimisión tras discrepancias con el Gobierno. La Asociación de Estadísticos Superiores del Estado (AESE) emitió un comunicado en el que criticaba la actitud del Gobierno. Un mes más tarde, el 2 de agosto de 2022, fue relevado del cargo y sustituido por Elena Manzanares Díaz, hasta entonces directora del Instituto de Estadística y Cartografía de Andalucía bajo el gobierno del popular Juan Manuel Moreno.